# Epsilon Microscopii
Epsilon Microscopii (62 Microscopii) é uma estrela na direção da constelação de Microscopium. Possui uma ascensão reta de 21h 17m 56.25s e uma declinação de −32° 10′ 20.9″. Sua magnitude aparente é igual a 4.71. Considerando sua distância de 165 anos-luz em relação à Terra, sua magnitude absoluta é igual a 1.19. Pertence à classe espectral A0V.